# Charbonnières (Eure-et-Loir)
Charbonnières település Franciaországban, Eure-et-Loir megyében. Lakosainak száma 259 fő (2022. január 1.). Charbonnières Beaumont-les-Autels, Unverre és Authon-du-Perche községekkel határos.

## Népesség
A település népességének változása:
| Lakosok száma | 455  | 311  | 258  | 257  | 257  | 255  | 253  | 254  | 255  | 259  |
|               | 1968 | 1982 | 1990 | 2006 | 2013 | 2015 | 2017 | 2019 | 2020 | 2022 |